# Coupe d'Algérie de basket-ball 1989-1990
Navigation
Coupe d'Algérie 1988-1989 Coupe d'Algérie 1990-1991
La Coupe d'Algérie 1989-1990 est la 21e édition de la Coupe d'Algérie de basket-ball, compétition à élimination directe mettant aux prises des clubs de basket-ball amateurs et professionnels affiliés à la fédération algérienne de basket-ball.

## Huitièmes de finale
| # | Date | Club 1             | Résultat | Club 2 | Lieu |
| - | ---- | ------------------ | -------- | ------ | ---- |
| 1 | 1990 | MC Oran            | -        | ...    | à    |
| 2 | 1990 | MA Hussein Dey     | -        | ...    | à    |
| 3 | 1990 | USM Blida          | -        | ...    | à    |
| 4 | 1990 | IR Binaa Alger     | -        | ...    | à    |
| 5 | 1990 | MO Constantine     | -        | ...    | à    |
| 6 | 1990 | Wifak Sidi M'hamed | -        | ...    | à    |
| 7 | 1990 | USM Annaba         | -        | ...    | à    |
| 4 | 1990 | MC Alger           | -        | ...    | à    |

## Quarts de finale
| # | Date                | Club 1         | Résultat | Club 2             | Lieu                     |
| - | ------------------- | -------------- | -------- | ------------------ | ------------------------ |
| 1 | lundi 23 avril 1990 | MC Oran        | 73-64    | MO Constantine     | à la salle Harcha Hassen |
| 2 | lundi 23 avril 1990 | MA Hussein Dey | 103-54   | Wifak Sidi M'hamed | à la salle Harcha Hassen |
| 3 | lundi 23 avril 1990 | USM Blida      | 75-69    | USM Annaba         | à la salle Harcha Hassen |
| 4 | lundi 23 avril 1990 | IR Binaa Alger | 82-79    | MC Alger           | à la salle Harcha Hassen |

## Demi-finales
| # | Date                       | Club 1         | Résultat                | Club 2         | Lieu                     |
| - | -------------------------- | -------------- | ----------------------- | -------------- | ------------------------ |
| 1 | jeudi 31 mai 1990 a 15h 00 | MC Oran        | 92-85                   | USM Blida      |                          |
| 2 | jeudi 31 mai 1990 a 15h 00 | IR Binaa Alger | 102-99 (mi-temps 47-53) | NA Hussein Dey | à la salle Harcha Hassen |

## Finale
| Titulaires : |  |
| |  |
| #Benadir (8 pts) 1. Chibouni 2. Meddour 3. Sekhi (6 pts) 4. Yahia Mohamed (33 pts) 5. Abbache 6. Taleb 7. Guedioui(11 pts) 8. Reguieg (6 pts) 9. Maali (14 pts) |  |
| Entraîneur : |  |
| Rabah Terrai |  |

| Titulaires : |  |
| |  |
| #Abdelhadi (25 pts) 1. Loucif 2. Belakhdar Djamel (22 pts) 3. Benchahra 4. Lekhmès 5. Belbachir 6. Bridji (7pts) 7. Bennaceur (4pts) 8. Ghendoui 9. Chauncey Therry 207 cm (16pts) 10. Boumediene (14) 11. Benabbdellah |  |
| Entraîneur : |  |
| Kaddour Belakhdar |  |

| Titulaires : |  |
| |  |
| #Benadir (8 pts) 1. Chibouni 2. Meddour 3. Sekhi (6 pts) 4. Yahia Mohamed (33 pts) 5. Abbache 6. Taleb 7. Guedioui(11 pts) 8. Reguieg (6 pts) 9. Maali (14 pts) |  |
| Entraîneur : |  |
| Rabah Terrai |  |

| Titulaires : |  |
| |  |
| #Abdelhadi (25 pts) 1. Loucif 2. Belakhdar Djamel (22 pts) 3. Benchahra 4. Lekhmès 5. Belbachir 6. Bridji (7pts) 7. Bennaceur (4pts) 8. Ghendoui 9. Chauncey Therry 207 cm (16pts) 10. Boumediene (14) 11. Benabbdellah |  |
| Entraîneur : |  |
| Kaddour Belakhdar |  |

## Sources
- el-djemhouria du samedi 7 juillet 1990 page 10 .
- l'horizons numéro 1488 du dimanche 8 juillet 1990 page 5 .
- el-moudjahid numéro 7797 du dimanche 8 juillet 1990 page 22 .
- el-massa numéro 1486 du dimanche 8 juillet 1990 page 8 .
- l'hebdomadaire sportive - el-mountakheb numéro 240 du samedi 7 juillet 1990 page 10 .
- source : la feuille de match finale de la coupe d'Algerie de basket ball séniors, saison 1989 - 1990 paru sur le journal.